# سیارک ۸۳۹۸۲
سیارک ۸۳۹۸۲ (به انگلیسی: 83982 Crantor، نامگذاری:2002GO9) هشتاد و سه هزار و نهصد و هشتاد و دومین سیارک کشف شده‌است که در ۱۲ آوریل ۲۰۰۲ کشف شد.